# لومیفلاوین
لومیفلاوین (به انگلیسی: Lumiflavin) با فرمول شیمیایی C۱۳H۱۲N۴O۲ یک ترکیب شیمیایی با شناسه پاب‌کم ۶۶۱۸۴ است. که جرم مولی آن ۲۵۶٫۲۵۹۹۸ g/mol می‌باشد. 